# Section de Montreuil
La section de Montreuil était, sous la Révolution française, une section révolutionnaire parisienne.

## Représentants
Elle était représentée à la Commune de Paris par :
- Jacques Claude Bernard, né à Paris en 1760 ou 1761, ci-devant ministre du Culte Catholique (vicaire à Sainte-Marguerite) demeurant 12 ou 14, rue Saint-Bernard. Chef des bureaux de la mairie, il est désigné avec Jacques Roux, par le Conseil général de la Commune, pour conduire Louis XVI à l'échafaud[3]. guillotiné le 10 thermidor an II (28 juillet 1794),
- Pierre Cietty (1763-1794), artiste peintre d’origine italienne, guillotiné le 12 thermidor an II (30 juillet 1794),
- Pierre François Quéniard, né à Paris en 1740, ébéniste demeurant 68, rue de la Roquette. Il est guillotiné le 12 thermidor an II.
- Claude François Teurlot, né à Paris en 1763 ou 1764, horloger demeurant 10 rue Saint-Bernard. Il fut administrateur des Quinze-Vingt.

## Historique
La section de la rue de Montreuil a conservé ce nom depuis sa création, ou sa variante section de Montreuil.

## Territoire
Section voisine de la section de Popincourt, elle s’étendait entre les rues de Charonne et du Faubourg Saint-Antoine.

## Limites
Les rues d'Aval, de Lappe et de Charonne, à droite, depuis le boulevard jusqu’à la barrière de Charonne ; les murs jusqu’à la barrière du Trône ; la rue du Faubourg-Saint-Antoine, à droite, depuis la barrière du Trône jusqu’au boulevard ; le boulevard, à droite, depuis la porte Saint-Antoine jusqu’à la rue d’Aval.

## Intérieur
La partie de la rue Amelot, depuis la rue d'Aval jusqu’à la rue Saint-Antoine ; les rues Sainte-Marguerite, Saint-Bernard, de Montreuil, des Boulets et du Trône ; le cul-de-sac Saint-Bernard, etc., et généralement tous les rues, culs-de-sac, places, etc., enclavés dans cette limite.

## Local
La section de la rue de Montreuil se réunissait dans l’église Sainte-Marguerite, 36 rue Saint-Bernard.

## Population
L’une des plus pauvres de Paris, la section de Montreuil comptait 13 475 habitants, dont 1 330 ouvriers et 4 210 économiquement faibles. La section comprenait 1 500 citoyens actifs.

## 9 Thermidor an II
Lors de la chute de Robespierre, le 9 thermidor an II (27 juillet 1794), la section de Montreuil soutint la Convention nationale pendant l’insurrection contre les Robespierristes, malgré ses trois représentants qui prêtèrent serment à la Commune de Paris et furent guillotinés.

## Évolution
Après le regroupement par quatre des sections révolutionnaires par la loi du 19 vendémiaire an IV (11 octobre 1795) qui porte création de 12 arrondissements, la présente section est maintenue comme subdivision administrative, puis devient, par arrêté préfectoral du 10 mai 1811, le quartier du Faubourg-Saint-Antoine (8e arrondissement de Paris).